# Muji
Muji (Mujirushi Ryohin, яп. 無印良品 «качественные товары без лейбла») — известный японский бренд корпорации Ryohin Keikaku (яп. 良品計画 TYO: 7453). Компания производит и продаёт оптом и через собственные сети розничных магазинов в Японии, США, Канаде, Австралии, Франции, Германии, Италии, Польше, Испании, Португалии, Швеции, Ирландии и Великобритании, а также в некоторых странах Азии (Китае, Гонконге, Тайване, Корее, Сингапуре, Малайзии, Таиланде, Индии, Индонезии, Филиппинах, Кувейте, ОАЭ, Саудовской Аравии, Катаре и Бахрейне) около семи тысяч наименований различной продукции, в основном товары для дома, а также мебель, контейнеры для хранения вещей, чемоданы, часы, трикотажную одежду, туристское снаряжение, канцелярские товары, мелкую электронику и аксессуары, а также продукты питания, владеет сетью кафе Café&Meal MUJI и сетью цветочных магазинов Hanayoshi. Продукция компании пользуется огромным спросом в Китае. Бренд основан в 1980 году. Компания снижает цены на свой товар за счёт сокращения расходов на маркетинг. С компанией сотрудничали дизайнеры Токудзин Ёсиока и Наото Фукасава. У компании есть краудсорсинговый проект MUJI Laboratory for Living, через свой корпоративный сайт собирает идеи для своих изделий и принимает решение о запуске в производство по результатам конкурса. Дизайн продукции подчинён идее простоты, упорядоченности и рациональности. У компании более 900 магазинов в мире и годовая выручка на уровне 3 млрд долларов.
Штаб-квартира компании находится в специальном районе Тосима в Токио. Председателем корпорации является Масааки Канаи, президентом и представительным директором — Сатору Мацудзаки. По состоянию на конец августа 2022 года в компании работают 19 009 сотрудников в 1136 магазинах и кафе, из которых 532 находятся в Японии, а 604 — за её пределами.

## История

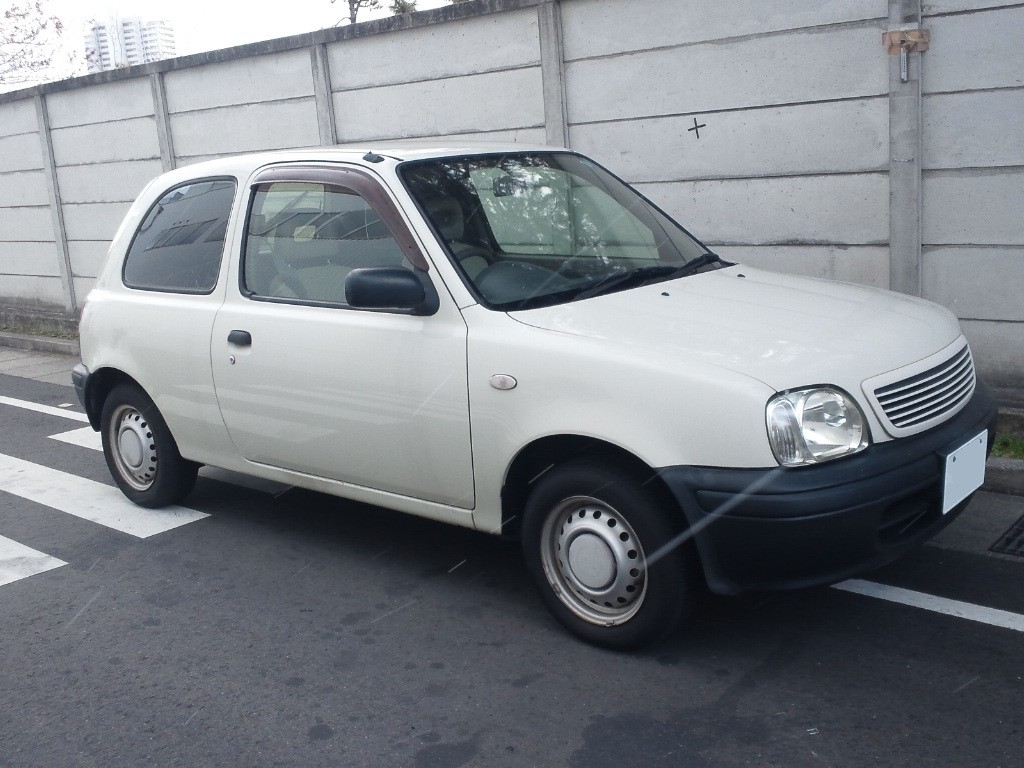
Автомобиль Muji Car 1000 на базе Nissan Micra

Бренд Mujirushi Ryohin (Muji) зарегистрирован в мае 1979 года японской розничной торговой компанией Seiyu. Изначально под этим брендом продавалось 9 товаров для дома и 31 продукт питания. В 1981 году под брендом начата продажа одежды. В 1982 году начаты оптовые продажи. В 1983 году открыт первый фирменный магазин в квартале Аояма площадью 103 квадратных метров. В 1984 году открыты фирменные отделы в крупных магазинах Seiyu. В 1985 году создается подразделение Mujirushi Ryohin в Seiyu. В 1986 году начато производство и покупка товаров за пределами Японии (полномасштабное производство партий). 
В июне 1989 года создана корпорация Ryohin Keikaku. В 1990 году бренд перешел из корпорации Seiyu в Ryohin Keikaku. В 1991 году открыт первый магазин в Лондоне. В 1993 году в Японии открылся крупный одноэтажный магазин площадью 1190 квадратных метров в торговом центре LaLaport. В 1994 году основана компания Ryohin Keikaku Europe Ltd. с штаб-квартирой в Лондоне. В 1995 году компания вышла на внебиржевой рынок ценных бумаг Ассоциации рынка ценных бумаг. В 1996 году открыт первый цветочный магазин Hanayoshi. В 1997 году компания внедрила систему менеджмента качества в соответствии со стандартом ISO 9001 и получила соответствующий сертификат. В 1998 году компания вышла в Вторую секцию Токийской фондовой биржи. В 2000 году компания вышла в Первую секцию Токийской фондовой биржи. В 2001 году открыты центры связи в Юраку и Намба. В 2002 году там же начата продажа оптики. В 2003 году открыто отделение компании в Сингапуре, в 2004 году — в Италии и Корее.
В 2005 году компания получила пять премий IF design awards. В 2006 году проводится первый международный конкурс дизайна Muji award. В 2007 году открыт магазин в Токио-Мидтаун и первый магазин в США, в Сохо. В 2008 году открыты флагманские магазины в Синдзюку и в Мацузакая, в Гиндза, начата продажа товаров для путешественников MUJI to GO. 
С 2008 года компания продаёт сборные дома, дизайнером первых двух серийных домов стал Кэнго Кума. В 2014 году представлен третий, «Вертикальный дом» площадью 32 квадратных метра. «Вертикальный дом» поступил в продажу в 2015 году. В 2017 году в продажу поступили деревянные загородные минималистичные дома Muji Hut площадью 9,1 квадратных метров.
В 2009 году перемещен и обновлен магазин на станции Икэбукуро оператора Seibu, создан проект MUJI Laboratory for Living. В 2011 году первый магазин в Аояма переименован в Found Muji Aoyama. В 2012 году открыт первый магазин в Малайзии, в Pavilion Kuala Lumpur и первый магазин на западном побережье США, в Саут-оф-Маркет. В 2013 году открыты первые магазины в Кувейте и в ОАЭ. Открыт флагманский магазин в западной Японии в торговом центре Гранд-Фронт-Осака. В 2014 году открыт флагманский магазин в торговом центре Sino-Ocean Taikoo Li Chengdu в Чэнду. В 2015 году открыт после реконструкции  флагманский магазин в Юраку, открыты флагманские магазины в Шанхае и на Пятой авеню в Нью-Йорке. В 2016 году компания вышла на рынок Индии.
В 2018 году компания открыла фирменные отели в Шэньчжэне и Пекине, в 2019 году запланировано открытие отеля, который будет совмещен с магазином, в токийском квартале Гиндза. Концепция отелей описывается как «антивеликолепная» и подчинена эстетике скромности, простоты и традиционного японского видения уюта.

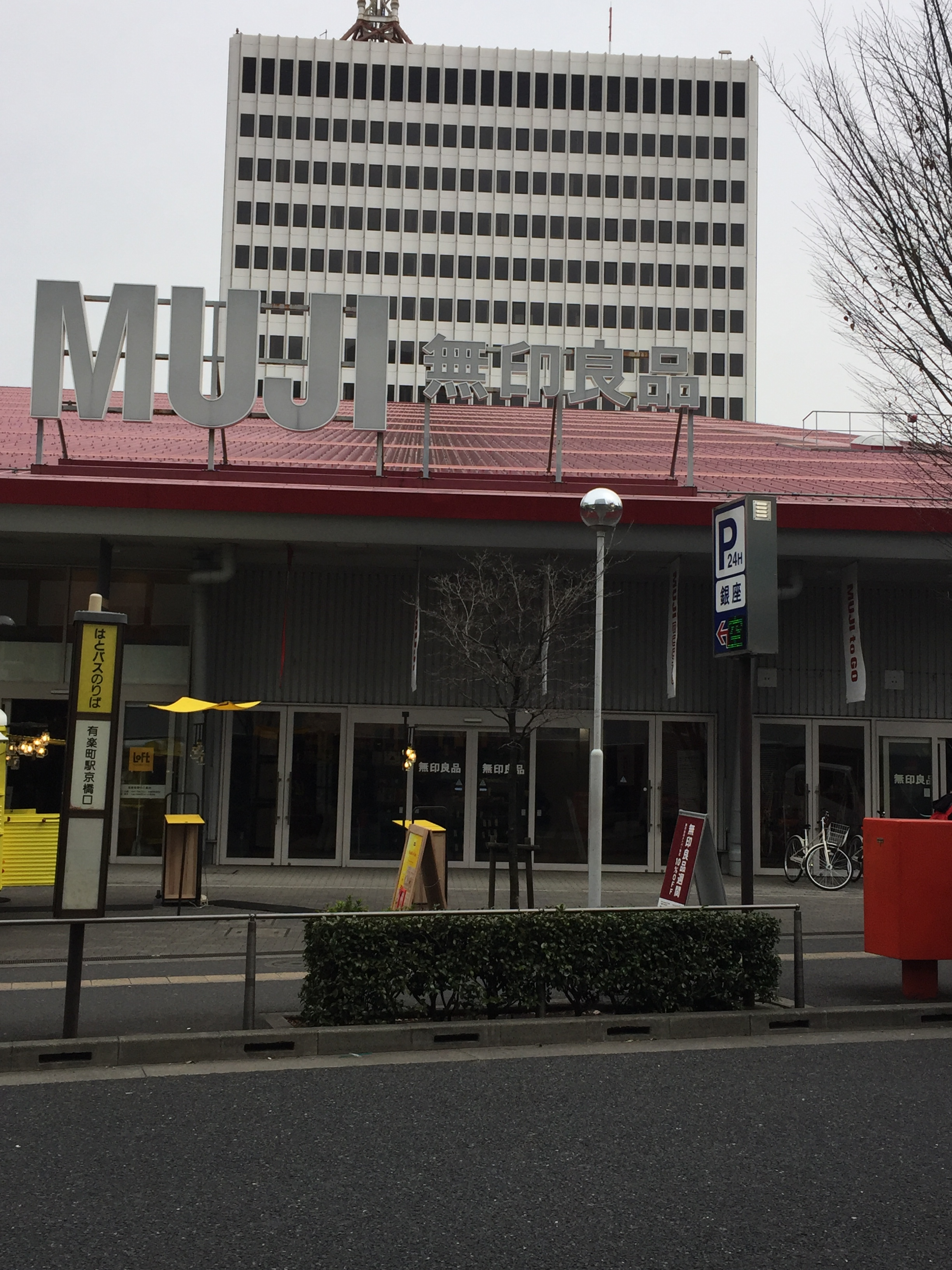
Магазин в Юраку[укр.]
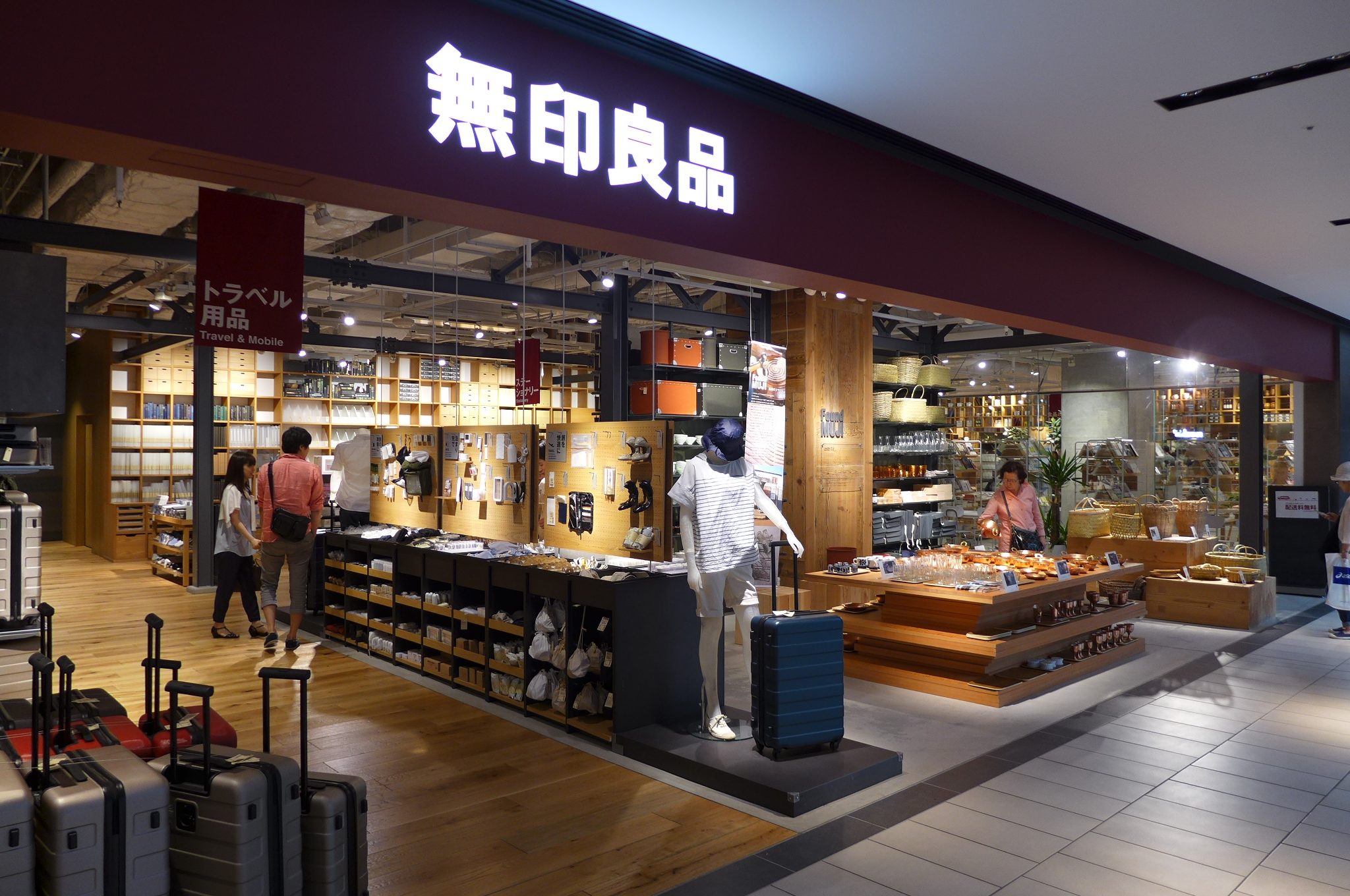
Магазин в торговом центре Гранд-Фронт-Осака[англ.]
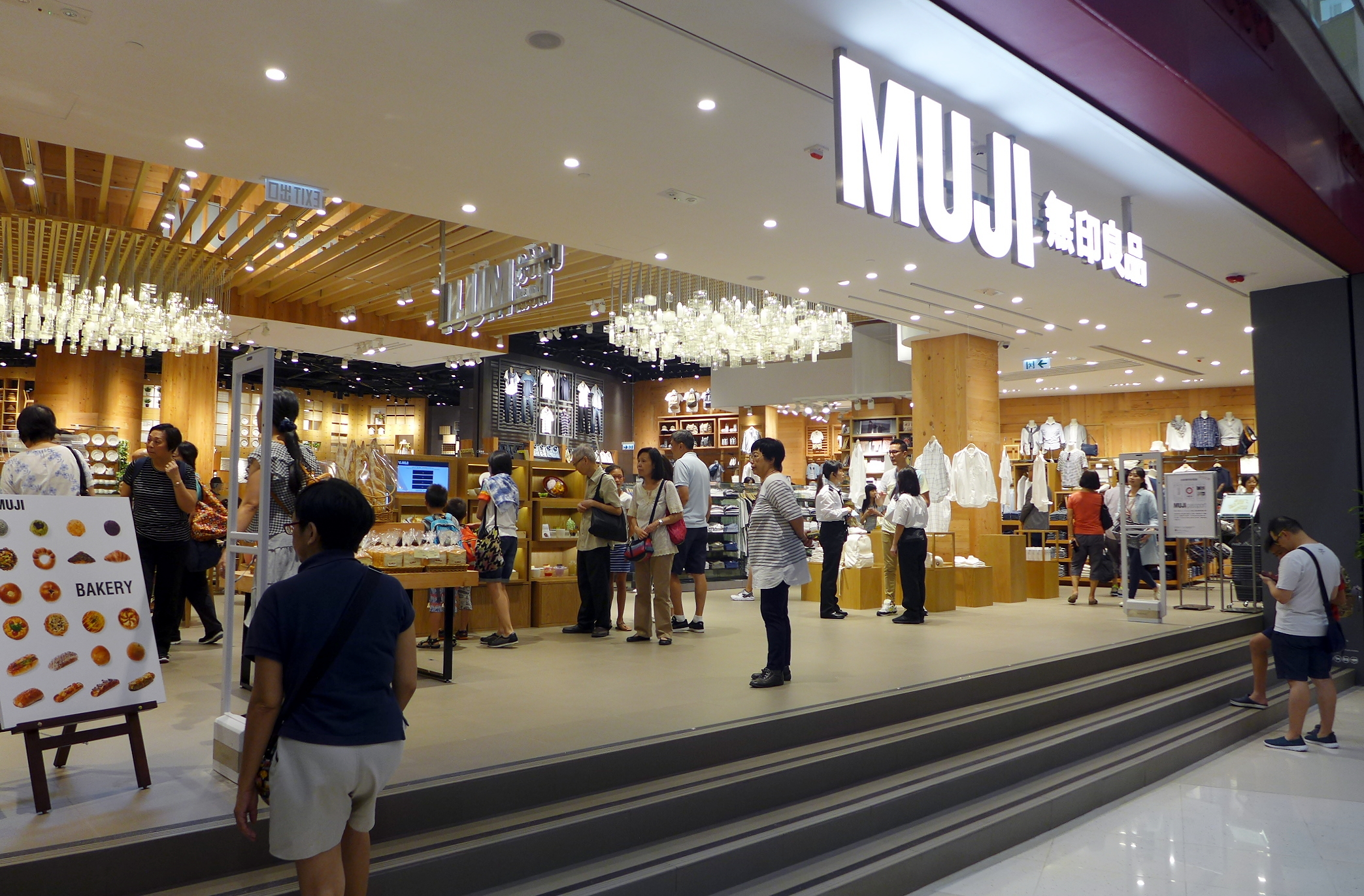
Магазин в торговом центре Olympian City[англ.] 2 в Тайкокчёй[англ.] в Гонконге
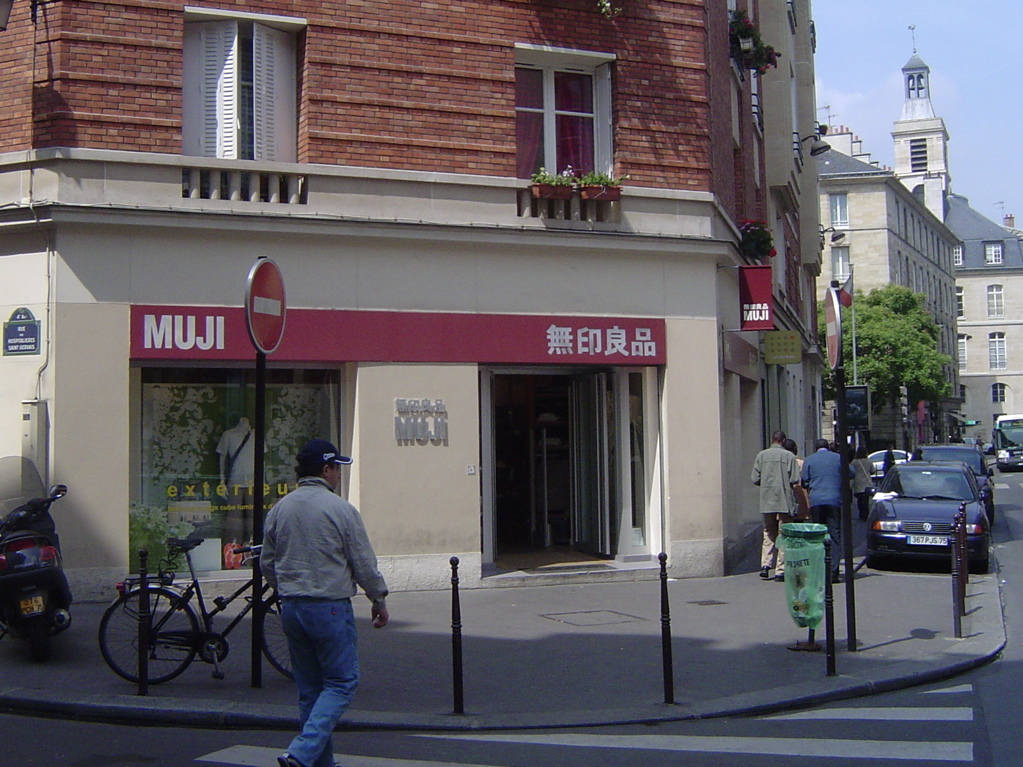
Магазин в Париже
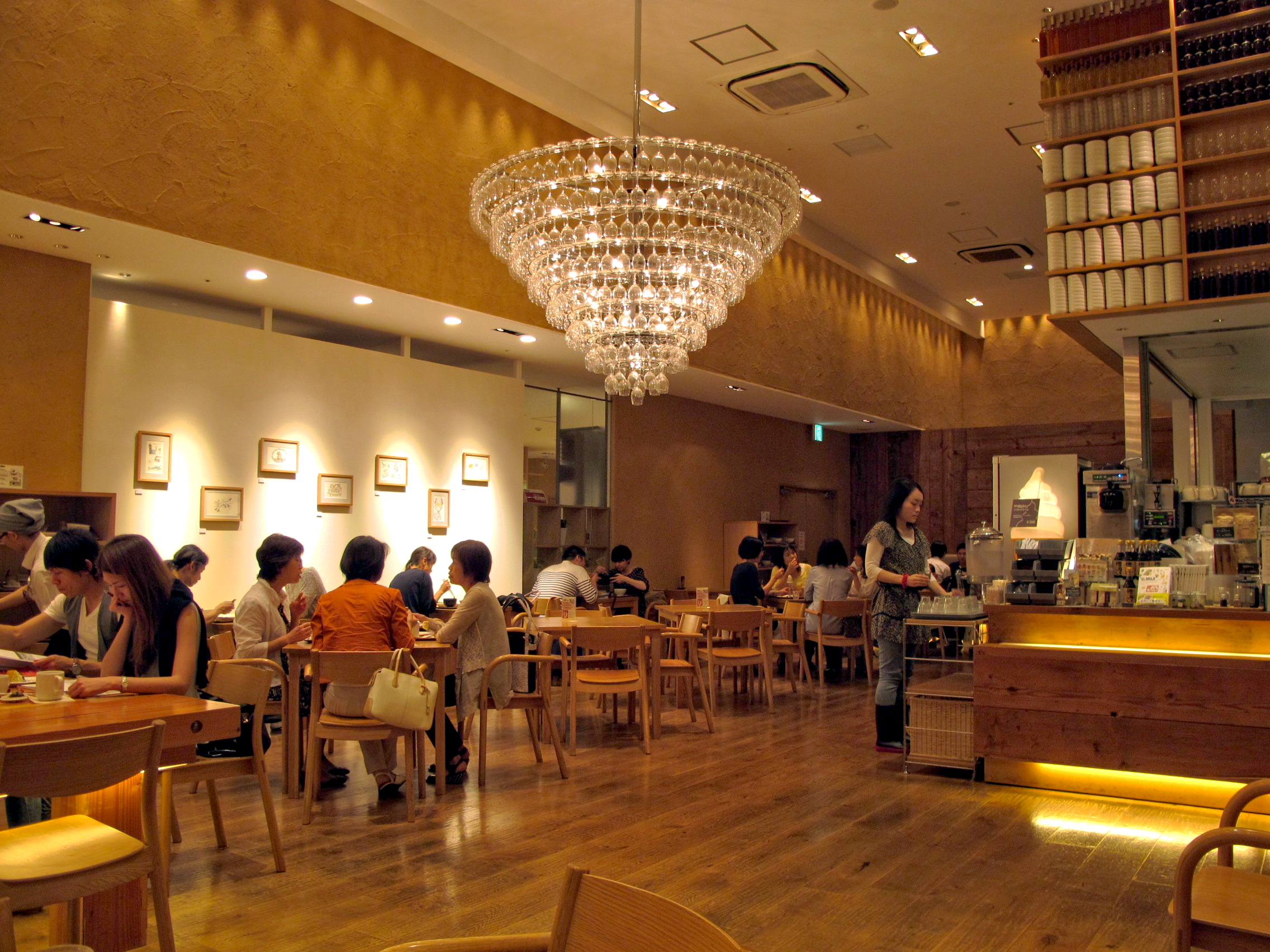
Кафе Café&Meal MUJI в Синдзюку